# 33分探偵
『33分探偵』（さんじゅうさんぷんたんてい）は、2008年8月2日から9月27日まで毎週土曜日23:10 - 23:55に、フジテレビ系の「土曜ドラマ」枠で放送された日本のテレビドラマ。主演は堂本剛。
2009年3月28日から同枠で、続編である『帰ってこさせられた33分探偵（かえってこさせられたさんじゅうさんぷんたんてい）』が放送され、その前週の2009年3月21日には特別編『帰ってくるのか!? 33分探偵（かえってくるのか!? さんじゅうさんぷんたんてい）』が放送された。なお、『帰ってこさせられた33分探偵』の放送時間はイレギュラー。

## 概要
主人公・鞍馬六郎が独自の迷推理を繰り広げ、犯人が明らかになっており事件解決間違いない状況下で、CMの時間を除いた33分間その事件を持たせる、という作品。ジャンルは「脱力系サスペンス」と定義している。
作品の流れの大半は、「事件が発生 → 状況から犯人がすぐに判明 → 六郎だけが疑問をもち33分間捜査を行う（この間、他の事件関係者が次々に容疑者に仕立てあげられる）→ しかし、結局のところ犯人は最初に判明した通りの人物であった」 という形を取る事が多い。まれにこの構成を逆手にとって真犯人が別に存在するケースがあるが、その場合でも犯行の動機や手段については的を外している（たいがい、実際は六郎が考えたものより至極単純なものである）。
従来の推理ドラマの体裁を取りつつも、犯人が明らかな中で六郎の思いつきと妄想が入り混じった傍迷惑な推理と、そこから意外な真実が炙り出されるのがこのドラマの特徴である。
作品と基礎となる「33分の放送時間を持たせる」という点を含めて、メタフィクション要素が多数盛り込まれている。
また、フジテレビ系列の他の番組のセットやキャラクター（ガチャピン、ムック、めざましくん）をそのまま登場させている。
毎回六郎の移動シーンには非常にチープなCG合成がギャグとして使われているが、番組エンディングのテロップでは「高度な合成によるもので、絶対に真似をしないで下さい」と注釈が入る。ただし第9.5話（『帰ってくるのか!? 33分探偵』）では六郎の通う小学校が事件の舞台であったため、移動シーンはない。
六郎が犯人に見立てた容疑者の犯行時刻の回想シーンでは、毎回犯人役の人物（時には周りの人物）は豹変し、奇怪な動きをするように描かれており、六郎の理不尽な推理と併せてギャグを作っている。
エンドロール直前、静止画のように演者が静止し、次回予告→CM→監督のOKがあった直後の数秒を挿入している。
これは「自分ストップモーション」と呼ばれ、スタッフロールが流れている間の背景を「直前のシーンの静止画」にする海外TVドラマの表現法を、「静止画のうちどこかが動き続けている」と言うギャグでパロディ化した『フライング・コップ』の、更にパロディである。しかし当番組の場合は、鼻をこよりでくすぐる・熱々のたこ焼きを口に入れたまま等、とても静止していられない状態をこらえて静止していると言う、メタ色を強めた演出になっている。しかし、ストップモーションをやっているのは大抵、六郎・リカコ・大田原ぐらいで、茂木やその他のエキストラ（9.5話など）はEDに入っても、動いている。
第1話が放送される同日、本篇が放送される前にクイズ番組『脳内エステ IQサプリ』に堂本剛が鞍馬六郎役としてゲスト出演し、メンバーや視聴者にクイズを出した。答えも六郎が担当しており、この時は本篇で言う33分探偵とは異なり、普通の探偵として解答を言っている。
堂本剛は『ホームドラマ!』以来4年4か月ぶりの連続ドラマ主演作及びフジテレビの連続ドラマ初主演作でもある。
この作品のみ、地上アナログ放送では画面サイズが4:3レターボックスでの放送となった。

## 登場人物

### 主要人物
鞍馬六郎
演 - 堂本剛（少年期：前田旺志郎（まえだまえだ））
「鞍馬六郎探偵事務所」探偵。推理小説に造詣が深く、丈の短いズボンを履いており、趣味は名探偵フィギュア集め。放送時間33分までもたせる事を独自の使命だと思っているところから別名「33分探偵」。事件が終わろうとすると必ず「果たしてそうでしょうか?」または「この事件、終わらせて良いんですか?」と割って入り、「この簡単な事件、俺が33分もたせてやる!」と宣言して、そこから豊かな想像力で事件に関わっている人達を振り回す。結局は最初に全員(視聴者も含む)が思っていた通りの犯人であるが、時々誰もが予想していない犯人を見抜くため、腕はあながち間違いではない。
有名推理小説を多数読んでいるらしいが、近代の推理ドラマもよく見るらしく、他局のネタでも容赦なくパロディし、最終回では「じっちゃんの名にかけて!!」と言ったことがある。
「なるほど」を「なるほろ」と言うのが口癖。殺人事件を扱う割には血が苦手で、まともに死体を見られない。推理を展開している際、自身の推論をリカコや他の人にツッコまれたり否定されたりすると、激しく顔を歪ませ睨みつける。また、妄想だけで推理を行うため、肝心な部分を「なんやかんや」とあやふやに誤魔化す。そこを突かれると「なんやかんやは、なんやかんやです!」と開き直るのがお約束。
的外れな推理によって犯人扱いしてしまった人には「間違えてすみませんでした」と書かれた菓子折りを送る、律儀な一面も持つ。
時として最初に犯人とされた人物とは別の真犯人を暴くことがある。しかし犯人は突き止めるものの、その推理した犯行の手段や動機自体は的を射ていない事が多い。
毎回道路を移動するシーンがあるが、セグウェイなどあり得ない乗り物で移動している。車で移動するシーンは一度もない。
幽霊やUFOの存在を信じており、幽霊を怖がっている。関西出身でリラックスしている時には関西弁が出てくる。アイのプレゼントを喜んで受け取るも、持ち帰った事は一度も無い。
小学3年生の時に東京の小学校に転校。学校に、父親からの誕生日プレゼントで貰ったシャーロック・ホームズのフィギュアを持ってきていた。頭は良かったようで知識は豊富。この時は「この簡単な事件、俺が給食までもたせてやる!」と宣言。大人の時と全く変わらない豊かな想像力で教師やクラスメートを振り回し、肝心な所では開き直るパターンを持つ。しかし、それでもどこか憎めないところを持っていたせいか、友達の数は多かった。また、当時から「なるほろ」と言っていた。
武藤リカコ
演 - 水川あさみ
「鞍馬六郎探偵事務所」勤務の助手。主要人物の中ではまともな常識人で、迷推理を展開する六郎のツッコミ役。大田原警部のことを「あいつ」や「ハゲ」と呼ばわりするなど、やや口が悪い。年齢を3歳サバ読みしているらしく、時々そのことを突っ込まれる（オフィシャル設定での年齢は25歳）。
犯人をすぐに見抜いて六郎が余計な推理をしだすと呆れている。
六郎の迷推理には厳しくツッコミを入れるも、想いを寄せる面もあり推理の調査を手伝う。非常にテンションが高く、またミーハーで、事件現場でははしゃいでおり、レジャーや聞き込みがそのままお喋りになって楽しんでいる事が多い。六郎と同じく関西出身で時々関西弁が出てくる。また、泣き方が奇妙。口癖は「マジョるか」。
六郎曰く、「基本、男よりおいしいもの」を選ぶらしい。
大田原警部
演 - 高橋克実
茂木刑事の上司。独身。ハードボイルドを愛し、悪を憎む鬼刑事で、事件に関しては六郎に何故か全幅の信頼を置いている。六郎のボケ的な推理に乗っかり更なるボケを披露する事も多い。また六郎のフェイントに乗り、無関係な人間に対して思いつめた表情で「逮捕だ…!」と手錠を出すのもお約束。
六郎を「探偵」と呼び、探偵事務所に来る時は必ず「おい探偵! 事件だ!」と言って玄関扉を勢いよく開ける。この時、事務所に来ていたおかしな訪問者を突き飛ばすのも毎回のパターンになっている。
寝つきが良いらしいが、それぐらいしか女性に誇れる点が無い。
茂木（もてぎ）刑事
演 - 戸次重幸（TEAM NACS）
大田原警部の部下。無駄に熱い、典型的過ぎる熱血刑事。大田原を尊敬しており、大田原が信頼している六郎も信頼している。第1話の冒頭で自身の結婚式のシーンが描かれているが、相手は万引きで補導した女性で、取り調べている内に恋が芽生えたという。
口より先に手が出るタイプ。聞き込みをする展開になった時や、反省する時はなぜかいつも全力で走っている。毎回物語の中盤で事件に関して重要な証言を持っている人物に接触するが、何故か奇怪な人物ばかりで相手の態度によってはキレて掴みかかる事もある。
鑑識官
演 - 佐藤二朗
鑑識の情報を六郎に提供している。米村でんじろうを敬愛しているとされるが、いつも実験と称した助手へのセクハラばかりしている変人。鑑識官としての腕は確かだが、情報を貰いに来た六郎に対してイタズラすることを好む。
アイ
演 - 野波麻帆
鑑識官の助手。いつもセクハラまがいの奇妙な実験に付き合わされている。
六郎に強い好意を抱いており、手作りパン焼き機やマフラー等、毎回ピントのずれたプレゼントを六郎に渡す天然系。鑑識課のアイドル的存在。
情報屋
演 - 小島よしお
漫画朗読屋やカラオケBOX店員・スニーカーショップ等の様々なバイトをしており、普段はバイト先に身を置いている。
事件に関する情報提供料は一件につき千円だが、情報自体の精度はかなり高い。ただ、重要なところで提供を止めてしまうことが多く、大抵は千円以上払う事になる。胴体着陸・ヘルニアの手術等、事件以外の分野にも精通しており、その道に携わる人から頼られている（その分野の情報も千円で提供している）。
『帰ってこさせられた～』ではオードリー、ナイツ等の人気芸人に情報屋役を取られ、六郎からも「旬だからな…」と冷たくあしらわれる。
しかし、そんな情報通な彼もダンディ坂野の「崖っぷちからの脱出方法」だけは答えられなかった。
氏家警部
演 - 沢村一樹
『帰ってこさせられた～』で登場。関西を舞台にした11、12話で大田原と同じ役回りを担っている。
京都府警の刑事で大田原のかつての部下。京都でお見合いをするリカコと六郎を出迎え、京都での事件を六郎と共に解決するが、大阪で知り合いが事件に巻き込まれたため六郎と共に大阪へ飛び立った。
本人が「京都府警一の理論派と呼ばれている」と言うように、理論的な解釈を好む理屈屋。理論派のように振舞うが、六郎の推理には何だかんだ言いながらも結局は乗っかってしまう。二枚目な容姿とは裏腹に屁がよく出る。

### ゲスト

#### 33分探偵（2008年）

##### 第1話「麗しの花嫁 殺人事件」
吉沢京子
演 - 井上佳子
新婦。殺人事件の被害者。
藤田博史
演 - 長谷川朝晴
新郎。吉沢京子の結婚相手。
柴崎エリ
演 - 上野なつひ
披露宴の出席者。藤田と昔付き合っていた。
山口
演 - 山本雅幸
今回の殺人事件の犯人。血のついたナイフを持っていた。
双子の女性・姉
演 - 松岡恵望子
藤田と京子の披露宴の着付けを担当。既婚者。
双子の女性・妹
演 - 松岡璃奈子
藤田と京子の披露宴の着付けを担当。既婚者。
12俵の米を届けに来た米屋
演 - 小林大介
六郎は米を1ダースと言って頼んだ。
大田原警部の愚痴を聞いていた刑事
演 - 米村亮太朗
農家の男
演 - 太田恭輔
劇マンガをやっている情報屋に有機農法の効果的な方法を訊きに来た。
茂木の花嫁
演 - 萩美香
大道芸人
演 - 角谷将視
式の余興で呼ばれたパントマイマー。目撃情報をパントマイムで伝える。

##### 第2話「湖畔幽霊別荘 殺人事件」
権藤源五郎
演 - 山田明郷
六郎の愛用している探偵グッズを制作しているおもちゃメーカー・「宇宙堂」の社長。何者かに脅迫状を送りつけられていた。自身の別荘で首を吊り自殺する。
権藤美佐子
演 - 宮田早苗
権藤社長の妻。
小宮山
演 - 飯田基祐
権藤社長の秘書。
吉田
演 - 片岡富枝
権藤社長の別荘のお手伝い。
木島
演 - 春海四方
別荘の庭師。元「宇宙堂」の幹部。
ゴロー
演 - ロマンちゃん
権藤社長が飼っている犬。木島になついている。
妙にバランスをとっていた漁師
演 - 小松和重
ツンデレメイドのお手伝いさん
演 - 伊藤麻実子
航空機のパイロット
演 - 野村啓介
AS CLASSICS DINER（ファーストフード店）でバイトしている情報屋に胴体着陸の方法を訊きに来た。
お家賃How much?の司会
演 - 小出真保（麦芽）、森田拓馬
情報番組『王様のブランチ』の司会者のように、権藤社長の別荘の家賃の予想をしていた。
阿藤快
番組収録で富士見湖を訪れており、湖畔でマスを食べている。

##### 第3話「女子校8不思議 殺人事件」
田所
演 - 古舘寛治
科学担当の教師。カニアレルギーであり、今回の死因に繋がった。がさつながらも生徒からの人気は高い。
手島
演 - 松田沙紀
保健担当の教師。田所のセクハラの軽い仕返しでカニエキスを注射してしまう。女生徒受けは良くない。
海東
演 - マギー
国語担当の教師。毎回保健室に通いつめており、手島に好意があると思われた。
小山
演 - 池田成志
音楽担当の教師。
木下
演 - 江良潤
校務員。事件に関することで何か知っている。
探偵事務所に「富士で染み込んでハワイで沸いた水」を売りにきた男
演 - ジリ・ヴァンソン
赤梅女学院生徒
演 - 波瑠
しゃべり方や態度が何かと鼻に付く感じの女子高生。
赤梅女学院女教師
演 - 鈴木奈都（麦芽）
学園ドラマ『ごくせん』の熱血女性教師のように、生徒に説教していた。

##### 第4話「女優の悲劇! 殺人事件」
入江加奈子
演 - 遠野凪子
傲慢な性格の人気女優。次の連続ドラマの主演が決まっていたが、ストーカーにより銃殺される。頭は良い方でもなく自身も自覚している。
島田
演 - 山中聡
加奈子のマネージャー。傲慢な加奈子に振り回され、不満も抱いている。
松本りんこ
演 - 高橋かおり
加奈子の親友でありライバルの女優。次の連続ドラマの主演の座を加奈子に奪われ憤慨する。
後藤信吾
演 - 本多力
湾岸テレビの食堂に勤めるバイトの青年。加奈子のストーカーで彼女に近づくために食堂で働いている。加奈子に拒絶されたことで彼女を殺害する。
湾岸テレビAD
演 - 濱田岳
五日間寝ておらず証言中にしばし転寝を繰り返し、バケツの水を掛けられる。
湾岸テレビのクローク受付嬢
演 - 立花彩野
六郎達に松本りんこが湾岸テレビ局内に居たことを証言する。
湾岸テレビの清掃係
演 - 田口主将
六郎達に松本りんこが受付で絡んでいたことを話す。
湾岸テレビの食堂スタッフ
演 - 木村大志
後藤に入江加奈子の楽屋に持って行くオムライスを渡す。
湾岸テレビの警備員
演 - 高橋修
湾岸テレビのスタッフ
演 - 鹿内植（フジテレビプロデューサー）
松本りん子に金子プロデューサーを呼び出すように言われ、電話をかける。
軽部真一（フジテレビアナウンサー）
六郎達が借りているセットで関係者にアリバイを確認している六郎達の話に割り込んでくる。
高島彩、中野美奈子（フジテレビアナウンサー）
聞き込みをしている六郎とバドミントンをする。
中村仁美、斉藤舞子（フジテレビアナウンサー）
食堂で食事をしていた。
生野陽子、加藤綾子（フジテレビアナウンサー）
中村アナが食べたメニューを六郎が「ボンゴレですか?」と言い、当たっていて拍手をしていた。
冨田憲子（フジテレビアナウンサー）
六郎達の横で斉藤アナと何かを話している。
ガチャピン、ムック
茂木を上回る速さで走り回る茂木を追い越した。
めざましくん
湾岸テレビの廊下で関係者にアリバイを確認している所に現れる（1分おきに時間を教えてくれる）。
フォーリンラブ
湾岸テレビ局内でコントをしている。湾岸テレビ入口ではファンに囲まれていた。
弟子入り希望の男
演 - 永野宗典
六郎の元に、様々な格好で弟子にしてほしいと訪ねて来た。
医師
演 - 金子伸哉
ABC MARTでバイトをしている情報屋にヘルニア手術の方法を聞きに来た。

##### 第5話「レストランに咲いた恋の花 殺人事件」
前島慶子
演 - 堀内敬子
めぐみの親友。大田原のお見合い相手。
中田めぐみ
演 - 阿南敦子
修二の妻。今回の殺人事件の被害者。友人の慶子に大田原を紹介する。
中田修二
演 - 大高洋夫
めぐみの夫。フレンチレストランのオーナーシェフ。大田原と高校の同級生でアーチェリー部に所属。
鈴本茂
演 - 伊藤正之
結婚記念日で妻の理恵とレストランに食事に来ていたが、理恵の発言に怒り、ケンカになり、席を立ったところで事件に遭遇する。
鈴本理恵
演 - 渡辺杉枝
茂の妻。結婚記念日でレストランに来たのだが、「家で食べた方がよかった」と発言し、茂とケンカになった。席を立ったところで事件に遭遇した。
バスケットボール選手
演 - ウセイヌ・ジャーニュ
犯行状況について六郎が話しているシーンに出てきた。
オレオレと言っていた男
演 - 山本芳樹
中途半端に暑い男
演 - 津村知与支
六郎達に隣の部屋に住んでいる中田夫妻がケンカをしていたことを話す。
消防士
演 - 土佐和成
マッサージ店「協和」でバイトをしている情報屋に「高層マンションが火事だ」と伝えに来た。
リカコに100万貸してと言った男の子
演 - 中村咲哉

##### 第6話「呪われた俳句の村 殺人事件」
大竹スズ
演 - 森康子
今回の事件の2人目の被害者。山菜を川で洗っている最中に苦しみ始め、倒れて亡くなってしまう。外傷も毒物反応もなし。
喜二郎
演 - 庄司永建
今回の事件の1人目の被害者で、スズが亡くなる3ヶ月前に亡くなっている。畑仕事の最中の出来事だった。
大杉正夫
演 - 石田太郎
スズのゲートボール仲間。村の名物であるスズランを庭で育てている。
神主
演 - ト字たかお
玉取村にある白玉神社の神主。
村長
演 - 久保晶
玉取村の村長。喜二郎とスズが亡くなったのは山の神の祟りだと思っている。
三島俊和
演 - 田中要次
東京からやってきた地上げ屋。
ちょいワル新聞の購読を頼みに来た男
演 - 森下能幸
山に向かって「ヤッホー」と言っていた男/今更な感じの男
演 - 坂田聡（一人二役）
サーファーの男
演 - 未来弥
沖縄三線を弾きながら歌っている情報屋にノースショアの攻略法を聞きに来た。

##### 第7話「ミュージカル演出家 殺人事件」
芦田
演 - 大石継太
演出家。今回の殺人事件の被害者。
三木いずみ
演 - 原史奈
女優。本番前に芦田に灰皿を投げられるなど、厳しく指導されていた。
俳優
演 - 西條義将
いずみの相手役。
石橋
演 - 北条隆博
役者。主人公の仲間の4人目を演じている。
劇団員A
演 - 吉田明花音
芦田が死んだ時、舞台上にいた赤ドレスを着た女。
劇団員B
演 - 堀広希
芦田が死んだ時、舞台上にいたサングラスを掛けていた男。
劇団員C
演 - 吉田佑
芦田が死んだ時、舞台上にいたリーゼントの男。
山岡
演 - 八十田勇一
照明。本番中は一度も照明ブースを離れていない。
大蔵
演 - 古山憲太郎
演出助手。
吉村
演 - 山本泰弘
役者。
狩野
演 - 佐藤正和
スタッフ。
『オペラ座の怪人』・ファントムの格好をしていた男
演 - 野村啓介
鑑識室に居た水着を着た女性
演 - 渡辺万美
劇場受付嬢
演 - 渡辺京
バレェーダンサー
演 - 加茂杏子
プール監視員の情報屋に「何か斬新なステップを」と聞いていた。

##### 第8話「逆探知! 金持ちの子供誘拐事件」
上原トモキ
演 - 福田響志
今回の誘拐事件の被害者。公園で友達と遊んでいるところを誘拐される。
上原真一
演 - 大河内浩
トモキの父。
上原みちる
演 - 霧島れいか
トモキの母。趣味で始めたそば作りが近所に評判で、そば屋を始めた。
誘拐犯
演 - ムロツヨシ
バイトが長続きせず、よく公園をうろついている。
腹話術師
演 - 中村靖日
あるモノの受け渡しのため、誘拐犯に雇われた。
猫撫で声の女
演 - 吉本菜穂子
ラーメン屋の店長
演 - 軍司眞人
オバマ次期アメリカ合衆国大統領候補
演 - ノッチ（デンジャラス）
情報屋に「次期大統領選挙でマケインに負けない方法」を聞いた。
髙田明
演 - ジャワネットたかな（ビューティーこくぶ）
通販番組でお馴染みの社長。19800円の35型テレビを紹介している。

##### 第9話「六郎死す!? 豪華客船 殺人事件」
児玉一郎
演 - 小倉馨
社長。今回の殺人事件の被害者。ロイヤルウィング号で家族と誕生日パーティーを祝うために、ボディーガードを地上に残して乗船する。
風見
演 - 岡田義徳
ミュージシャン。ロイヤルウィング号の食堂で演奏するギタリスト。
鶴田
演 - 迫田孝也
ミュージシャン。
児玉総一郎
演 - 長谷川博己
一郎の長男。父の誕生日パーティーを船で行おうと提案した張本人。社長職を譲らない父に苛立っていた。
児玉君子
演 - 山口香緒里
総一郎の妻。一朗が自分の部屋に戻った時は、総一郎と一緒にデッキにいた。
児玉由紀子
演 - 町田マリー
一郎の長女。父によくお金を借りにきている。500万円を借りようとするが断られる。
児玉浩二
演 - 坂本爽
一郎の次男。フリーターで、父にいつも叱られていた。
進藤
演 - 豊永利行
赤いシャツを着た男。学校の成績不振に苛立ち児玉社長を殺害する。
上京したての沖縄の女性
演 - 上地春奈（キャラメルクラッチ）
フラメンコダンサー
演 - 佐野由布子
一郎のボディーガード
演 - 神尾佑
ロイヤルウィング号の船長
演 - 須永慶
ヨガの先生
演 - 更科有哉
レンタルビデオ店の客
演 - 志賀廣太郎
番組のタイトルバックで番組の説明と「ただいま〜分です。」などというナレーションをやっている志賀であるが、この回では顔出しし、レンタルビデオ店でアルバイトをしている情報屋に「今、何分?」と現在のドラマ本編経過時刻を聞いた。

#### 帰ってくるのか!? 33分探偵（2009年）
『33分探偵』全9話を振り返るとともに、六郎の小学生時代を描いた特別編。

##### 第9.5話「大玉転がし大玉消失事件」
はるか
演 - 小野花梨
六郎が転校してきた3年3組のクラスメート。リカコのような立ち位置で、ツッコミ担当。六郎の調査に協力し、翼とともに最初の友達となる。
翼
演 - 石井毅
3年3組のクラスメートの一人。大柄で食べる事が好き。隼人とともに体育倉庫に大玉を取りに行ったことから六郎に容疑をかけられた。だが、そのことを許して調査に協力し、はるかとともに六郎の友達になった。
隼人
演 - 林凌雅
3年3組のクラスメートの一人。翼とともに体育倉庫に大玉を取りに行ったために六郎に容疑をかけられた。
情報屋
演 - 福田響志
バケツを持って廊下に立たされている。情報料はビックリマンのシール。六郎の他に、保健室の先生の攻略法を聞きにきた生徒にも情報を提供している。
巧
演 - 中村咲哉
3年3組のクラスメートの一人。転校してきた六郎に対抗意識があり、推理にも反論してくる。あの人気ミステリードラマの物理学者のように、左手を顔に当てるポーズを取っている。
河野先生
演 - 安田顕（TEAM NACS）
豊島第3小学校3年3組（六郎のクラス）の担任。
木村先生
演 - 黄川田将也
豊島第3小学校3年2組の担任。
麗子先生
演 - 中村ゆり
豊島第3小学校のマドンナ先生。河野と木村の両方から好意を抱かれている。
江戸っ子先生
演 - 阿南健治
豊島第3小学校の教師。法被姿で必要以上にチャキチャキ。
隼人の母
演 - 阿南敦子
隼人にいつも厳しく勉強をさせている。
用務員
演 - 鈴木正幸
大玉を修理に出したことを3年3組一同に伝えた。
シャーロック・ホームズ
演 - 志賀廣太郎
鞍馬六郎探偵事務所にあるフィギュア。六郎が小学生時代に父親から贈られた誕生日プレゼントで、学校にもお守りとして持参していた。20年ほどの付き合いで、現在は探偵事務所内の六郎の机に飾られている。

#### 帰ってこさせられた33分探偵（2009年）

##### 第10話「人気占い師殺人事件」
アンジェラ
演 - 森脇英理子
「占い館ミラビリス」で人気のトランプ占い師。今回の被害者。
根元しずえ
演 - 久保田磨希
「占い館ミラビリス」社長。アンジェラと「ミラビリス」の去就で揉めている。
バロン
演 - 近江谷太朗
「占い館ミラビリス」のタロット占い師。アンジェラに積極的に言い寄っていたことが分かっている。
ミサト
演 - 小日向しえ
「占い館ミラビリス」の水晶占い師。アンジェラのことが好き。
柴田
演 - 三上市朗
「占い館ミラビリス」の手相占い師。
武田由紀子
演 - 大久保麻理子
「占い館ミラビリス」の事務員。
情報屋
演 - オードリー（若林正恭・春日俊彰）
六郎がこの回で情報を求めた情報屋。靴磨き屋をしており、一人（若林）は六郎に情報を提供している一方、もう一人（春日）は会話中にずれたツッコミをするという、演者のネタ同様のやりとりを見せる。
雪降ろしをしたいと言っていた男
演 - 田中聡元
湿っぽい弁当屋の店員
演 - 堺沢隆史

##### 第11話「京都・老舗旅館 殺人事件」
倉吉光男
演 - 森下哲夫
老舗旅館「柿木旅館」の主人。
山崎
演 - 久ヶ沢徹
老舗旅館「柿木旅館」の板長。倉吉に料理のダメだしをされたことで倉吉に殺意を抱き、殺害を決行する。
板前
演 - 近藤智行
老舗旅館「柿木旅館」の板前。
若葉
演 - 中村有志
老舗旅館「柿木旅館」の番頭。倉吉と共に旅館再建に尽力する。
本山直子
演 - 山村紅葉
老舗旅館「柿木旅館」の仲居。
倉吉紀美
演 - 桐谷美玲
倉吉の娘で老舗旅館「柿木旅館」の仲居をしている。母親の再婚相手である倉吉との仲は芳しくない。
情報屋
演 - ナイツ（塙宣之・土屋伸之）
この回の情報屋で東映太秦映画村にいる。演者のネタ同様、一方の男（塙）が言い間違えた言葉に、もう一方の男（土屋）がツッコミを入れる形式で六郎に情報を提供する。情報料は小判。
探偵事務所でギターを弾きながら歌っていた男
演 - 杉浦理史
大根な感じの女
演 - 村岡希美
平安神宮の應天門前で六郎たちに証言している。

##### 第12話「大阪・お笑い芸人 殺人事件」
佐野
演 - 内田滋
お笑いコンビ・ケロケロのボケ担当。岸本の殺害を自供する。氏家とは過去に傷害事件を起こした時から顔見知り。
中島
演 - 尾上寛之
お笑いコンビ・ケロケロのツッコミ担当。バイト先で佐野に誘われコンビを結成。
岸本好太朗
演 - 板倉チヒロ
お笑いコンビ・フランケンズのボケ担当。天然キャラでピンでも人気だが、それ故に場の空気を読めないため、佐野が憎んでいる。
工藤洋祐
演 - 出口哲也
お笑いコンビ・フランケンズのツッコミ担当。岸本とは幼なじみ。強いツッコミで岸本を殺したと六郎に疑いを持たれる。
川越
演 - 小松利昌
フランケンズのマネージャー。芸人以上にテンションが高い。
彦摩呂、出川哲朗、ダチョウ倶楽部
六郎の推理シーンにのみ登場。犯人の仕掛けたトリックに岸本より先に引っかかっており、全員普通の人間ではありえない人体の仕組みを有しているように描かれていた。
ジャイアンぽい男
演 - 与座嘉秋（ホーム・チーム）
フランケンズの2人と同じところでバイトしている。茂木に連れられ六郎たちに証言。
情報屋
演 - はるな愛
この回の情報屋でダンス教室にいる。小島よしおが演じる情報屋は演歌歌手殺人事件と間違えた。
木島刑事
演 - Fジャパン
氏家が見合い相手の予定だった三島の代わりにリカコに紹介したエリート刑事。
ワッハLIVEのMC
演 - 北上史欧
警備員
演 - 吉見純麿
芸人
演 - 酒井啓全、工藤史子、サンミュージック企画所属のお笑い芸人（ロックンロールコメディーショー、めっちぇん、木村晃健 他）

##### 第13話「演歌歌手 殺人事件」
財前繁
演 - 岩松了
作曲家。
神崎誠二
演 - 眞島秀和
人気演歌歌手。今回の事件の被害者。
三崎里美
演 - 西尾まり
神崎の恋人。長い間婚約しているが、結婚には至っておらず、神崎からも冷遇されていた。
間宮ミキ
演 - 植木夏十
神崎の付き人。
財前順子
演 - 出口結美子
財前の妻。神崎と必要以上に仲がいい雰囲気を醸しだしている。
吉村敏子
演 - 青木和代
財前の若いころから別荘のお手伝いをしている。
ダンディ坂野
情報屋にどうすれば現在崖っぷちの状況を脱せるかという情報を求めるが、逆に「俺が知りたいわ!」と一蹴される。
ゴルフを教えに来た男
演 - 山中崇、マンスール・ジャーニュ
自らをハニカミ王子、タイガーウッズと騙る。
探偵事務所で大田原にコーヒーを持ってきた女性
演 - 伊藤麻実子

## 鞍馬六郎探偵事務所について
六郎が所長を務める探偵事務所。事務所内は六郎が収集している探偵グッズや推理小説が数多く存在する。他にもオルガンや冷蔵庫、テレビ（いずれもかなりの年代もの）が置いてある。この事務所には毎回珍妙な訪問者が訪れリカコが応対に出ているが、六郎を訪ねた大田原警部が開けたドアにぶつかって飛ばされるのがお約束（第5話でママママ詐欺をしていた男の子はぶつからなかった。第7話では誰も来ていないうえ六郎たちは留守であった）。他、主にリカコが座るマッサージチェアがあり、またコーヒーを注ぐのにピタゴラ装置を使った手の込んだやり方を用いている（1・2・6話では装置がコーヒーを注いでいたが3〜5話は人間の手で入れている。第7話では六郎たちが留守のためピタゴラ装置が作動していない）。
塀はレンガ製でありその中に「鞍馬六郎探偵事務所」の表札が埋め込まれている。作中では見ることが出来ないが番組HP内で表札より左にトタン製の戸がある。ロフトがありそこは六郎の部屋になっている（ロフトの下はキッチン）。
今のところ事務所所有の車両は車（日産・フェアレディZ）・ヘリ・サイドカー・自転車・スクーターが確認されている。六郎は他にローラーシューズやジャンピングシューズ、ローラースケートを持っている。番組HPの中でも紹介されているがその中の先述とは違う車（日産・フーガ）は大田原警部が使っている警察の車両であり探偵事務所所有ではない。また六郎がどこかの農家からトラクターを盗んで運転したこともある。
六郎の机に飾られているのは、アルセーヌ・ルパンとシャーロック・ホームズとエルキュール・ポアロの3人のフィギュアである。

## 移動手段
- 全て合成映像。実際はかなり原始的なクロマキー撮影だが、テロップではあくまでも「高度な合成」と言い張っている。
- 移動手段が出てきた順番。

| 話数   | （※は六郎、◆は六郎以外が運転、∞は誰か分からない） |
| ------ | --- |
| 第1話  | ◆日産フーガ（前期型） ※日産・フェアレディZ：ナンバープレートは696 ※スケートボード |
| 第2話  | ◆日産フーガ（前期型） ∞鞍馬六郎探偵事務所専用ヘリ（機体に「鞍馬六郎探偵事務所」と書かれ、番号は「33」） ※ローラースケート                                                                   |
| 第3話  | ※日産フーガ（前期型） ◆清掃車（清掃員と同乗） ※ヤマハ・ドラッグスター（サイドカーにはテディベアが乗車。六郎はノーヘル）                                                                     |
| 第4話  | ◆日産フーガ（前期型） ※自転車（ママチャリ） ※ローラーシューズ |
| 第5話  | ◆タクシー ※スクーター（イタリア製ピアジオ社ベスパGTS250ie。六郎はノーヘル） |
| 第6話  | ◆日産フーガ（前期型） ※二人乗り用自転車（何故か後ろのサドルにはサイドカーでサイドに乗車していたテディベアがこいでいた） ※キックスクーター                                                   |
| 第7話  | ※トラクター（どこかの農家から盗んでいた上、持ち主である農家の人に追われていた） ※ジャンピングシューズ                                                                                       |
| 第8話  | ∞バス（犯人の指示で乗る） ∞自動車 ※馬 ※パンダの乗り物 ※自転車 |
| 第9話  | ∞ヘリコプター（茂木刑事が船上に飛び降りたが、どうやって着地したかは分からない） ※ウェイクボード（ウェイクボードに乗っていたのは六郎だが、それをボートで引っぱっていたのが誰かは分からない） |
| 第10話 | ※オープンカー ※セグウェイ |
| 第11話 | ∞普通列車（リカコが「鈍行かよ」と言っている） ◆氏家警部の運転する自動車 ※ショッピングカート（買い物カゴが積まれた状態で乗り、カートの持ち主であるスーパーの店員に追われていた）             |
| 第12話 | ※プテラノドン（最後にプテラノドンが火を噴いていた） ◆神輿 |
| 第13話 | ◆工事用一輪車（手押し車） ※クモの糸（スパイダーマンのように移動していた） |

## エンディング前の静止
|       | 状況 |
| ----- | --- |
| 第1話 | 六郎が頼んだ12俵の米で作った 巨大おにぎりをリカコが 大田原警部に食べさせる (途中でカバーの様なものが外れていた)                |
| 第2話 | 六郎の探偵小説を事件の 種類別に並び替えるのを大田原、リカコも手伝うが 六郎に押された大田原が本を倒すところで静止。             |
| 第3話 | 六郎が真犯人を見つけた祝いに シャンパンを開けて注いだところで静止。 当然全てこぼれてしまった。                                 |
| 第4話 | 事件を振り返って笑っていたところで静止。 弟子入り志願の男にしつこく「お願いしますよ〜」 と言われていた。                       |
| 第5話 | リカコが大田原の頭に育毛剤をぶっかけるところで 静止。大田原の顔の半分が真っ黒に。                                              |
| 第6話 | リカコの弄りに怒った六郎が大田原ともども追いかける ところで静止。途中こよりで鼻をくすぐられる。                                |
| 第7話 | 大田原の差し入れのタコ焼きを食べて大田原が「焼き立てだぞ！？」 注意したところで静止。2人は思わずティッシュに吐き出してしまう。 |
| 第8話 | 体力のない六郎を大田原がストレッチしたところで静止。 その瞬間「グキッ」と音が鳴る。                                            |
| 第9話 | 事件に出かけようと駆け出したところで静止。                                                                                     |

## スタッフ
- 原案・脚本 - 福田雄一
- 音楽 - 石田勝範
- 演出 - 福田雄一、成田岳、森谷雄（帰ってくるのか!? 33分探偵）
- 主題歌 - KinKi Kids「Secret Code」（ジャニーズ・エンタテイメント）[4]
聞き込みなどの捜査シーンでも挿入歌として流れる。
- ナレーション - 志賀廣太郎
- 撮影 - 沢野政人、三栗屋博、大野勝之（帰ってこさせられた33分探偵）
- 照明 - 高瀬隆治
- 録音 - 江坂強志
- 装飾 - 加瀬豊
- 編集 - 栗谷川純、野見山繕照
- 美術プロデュース - 安藤典和（帰ってこさせられた33分探偵）
- 美術デザイン - きくちまさと（帰ってこさせられた33分探偵）
- 音声 - 福地弘恭（帰ってこさせられた33分探偵）
- 装飾 - 加瀬豊（帰ってこさせられた33分探偵）
- メイク - 清水惇子（帰ってこさせられた33分探偵）
- 衣裳 - 会田晶子、渡辺奈央（堂本剛）（帰ってこさせられた33分探偵）
- 音響効果 - ミラクル・スパーク
- タイトル/CGデザイン - 本田貴雄
- 写真 - 黒田光一
- 助監督 - 近藤幸子、久保田博紀
- 企画協力・制作協力 - アットムービー・エージー
- プロデュース - 鹿内植、森谷雄
- 制作著作 - フジテレビ

## 各放送回

### 33分探偵
| 話数 | エピソードタイトル エピソードタイトル2                  | 初回放送日    | 演出     | 視聴率 |
| --- | ------------------------------------------------------- | ------------- | -------- | ------ |
| 第1話 | 花嫁殺人をもたせる!! 麗しの花嫁 殺人事件                | 2008年8月2日  | 福田雄一 | 12.2%  |
| 大田原の部下・茂木の結婚式が行われていた会場で、別の式に出ていた新婦が殺害された。刑事が聞き込みをしていると、ナイフを持ち、返り血を浴びていた男を発見。男は連行され、取調べにて腹いせにやったと犯行を自供した。事件解決…その空気が流れる中、「果たしてそうでしょうか?」と事件に疑問を持つ男がいた。                                                 |                                                         |               |          |        |
| 第2話 | 別荘殺人をもたす 湖畔幽霊別荘 殺人事件                  | 2008年8月9日  | 福田雄一 | 8.1%   |
| 六郎は大田原から宇宙堂社長・権藤の警備を依頼され、警備のため権藤が匿われている別荘に向かう。だがそこで権藤が首を吊って死んでしまう事件に直面してしまう。現場に残った遺書、だれもがアリバイがあり犯行不可能の状況の中で六郎は唯一、他殺の線を疑っていた。                                                                                             |                                                         |               |          |        |
| 第3話 | 女子校殺人をもたせる 女子校8不思議 殺人事件             | 2008年8月16日 | 福田雄一 | 9.9%   |
| 赤梅女学院の科学教師・田所が謎の死を遂げる事件が発生。六郎も捜査に加わるが、保健教師の手島が自首し、手島が注射したカニエキスによるアナフィラキシーショックが死因であることが判明する。どうみても犯人の名前を書いているダイイング・メッセージもある中、六郎は別の真犯人が別のトリックによって田所を殺したと考えていた。                               |                                                         |               |          |        |
| 第4話 | 女優殺人をもたせる! 女優の悲劇! 殺人事件                | 2008年8月23日 | 成田岳   | 10.0%  |
| 湾岸テレビで、バラエティ番組に出演予定の女優・入江加奈子が自身の楽屋で銃殺される事件が発生。有名人に遇えるという期待を抱いて六郎が駆けつけた時には、加奈子のストーカーが犯行を自供していた。だが六郎は既に犯人が自供している状況で、湾岸テレビ局内を駆け巡りながらも加奈子が殺された密室トリックの解明に乗り出す。                                   |                                                         |               |          |        |
| 第5話 | お見合い殺人をもたす レストランに咲いた恋の花 殺人事件  | 2008年8月30日 | 成田岳   | 7.0%   |
| 友人が経営するフレンチレストランで見合いをすることになった大田原。大田原をフォローするために六郎とリカコも影から見守るが、友人の妻・めぐみが刺殺される事件が発生し、その現場では大田原の見合い相手の慶子が血の付いたナイフを手にしていた。慶子の犯行であることが濃厚の状況で六郎や大田原は慶子の無実を信じ捜査を進める。                             |                                                         |               |          |        |
| 第6話 | 連続殺人をもたせる! 呪われた俳句の村 殺人事件           | 2008年9月6日  | 成田岳   | 9.8%   |
| 千年に一度山の神様が村人の魂を取ると言い伝えている玉取村で老人が2人続けて死亡する事件が発生。外傷も無いことから自然死との見解が強まる中で、今までの事件が真犯人による見立て殺人だとして捜査を進める六郎。だがそんな状況の中で玉取村で3人目の死者が出てしまう。                                                                                       |                                                         |               |          |        |
| 第7話 | ミュージカル殺人をもたせる! ミュージカル演出家 殺人事件 | 2008年9月13日 | 福田雄一 | 7.8%   |
| ミュージカルを鑑賞しに来た六郎とリカコとアイ。だが公演の最中に演出家の芦田の死体がステージ上に現れる事件が発生。捜査は難航すると思われた矢先、女優の三木いずみが自分の犯行を認め自首してくる。だが六郎は別の劇団員による犯行と睨み、舞台で行われた巧妙な殺人トリックを暴こうと捜査に乗り出す。                                                       |                                                         |               |          |        |
| 第8話 | 誘拐殺人をもたす 逆探知! 金持ちの子供誘拐事件           | 2008年9月20日 | 成田岳   | 9.1%   |
| とある公園で小学生の上原トモキが誘拐される事件が発生。だが誘拐犯が身代金の受け渡し場所を犯人が捕まりやすい公園を指定したため早期解決と思われたが、六郎が公園での受け取りが危険と判断したため受け取り場所を変更することに。だが六郎の余計な一言が発端となって誘拐犯の手口が複雑化してしまい、六郎達は次々と指示を繰り出す誘拐犯に振り回されてしまう。 |                                                         |               |          |        |
| 第9話 | 船上殺人をもたす 六郎死す!? 豪華客船 殺人事件           | 2008年9月27日 | 福田雄一 | 8.7%   |
| 懸賞に当たった大田原の誘いで豪華客船でクルージングすることになった六郎達。だが船での余興を楽しんでいる最中に社長の児玉が刺殺される事件が発生。船内にまだいる犯人を捜そうとする状況で真犯人が捕まり、現場に残されたダイイングメッセージも犯人を示している中で六郎は社長の周りに渦巻く怨恨を持った者の犯行として船上殺人の解明に乗り出す。             |                                                         |               |          |        |

- 平均視聴率 9.2%（視聴率はビデオリサーチ調べ、関東地区・世帯）

### 帰ってくるのか!? 33分探偵
| 話数 | エピソードタイトル エピソードタイトル2                                     | 初回放送日    | 演出   | 視聴率 |
| --- | -------------------------------------------------------------------------- | ------------- | ------ | ------ |
| 第9.5話 （特別編） | 迷探偵のルーツに迫る! 子供の頃からナンヤカンヤです! 大玉転がし大玉消失事件 | 2009年3月21日 | 森谷雄 | 6.3%   |
| 時代は六郎の小学校時代にまで遡る。10日前に六郎が転校してきた小学校で、3年3組の生徒たちが体育の授業で運動会の練習をするために使うはずだった大玉が体育倉庫から紛失した。後に大玉が修理に出されていたことが判明するが、六郎は何者かの手によって大玉が無くなったと睨み、給食の時間まで事件をもたせようとクラスメートと共に真相究明に奔走する。 |                                                                            |               |        |        |

### 帰ってこさせられた33分探偵
| 話数 | エピソードタイトル エピソードタイトル2                   | 初回放送日    | 演出     | 視聴率 |
| --- | -------------------------------------------------------- | ------------- | -------- | ------ |
| 第10話 | 人気占い師殺人をもたせる! 人気占い師殺人事件             | 2009年3月28日 | 福田雄一 | 9.5%   |
| 「占い館ミラビリス」で人気No.1占い師のアンジェラが殺害される事件が発生。占い館で停電が起きたその間に犯行が行われたが、監視カメラには占い館社長のしずえの姿がばっちり映り、しずえは占い館を辞めると言ったアンジェラと揉めた末に殺害したと自供する。だが六郎だけは異を唱え、占い館内部の犯行だという推理を展開する。                                                           |                                                          |               |          |        |
| 第11話 | 京都・旅館殺人をもたせる! 京都・老舗旅館 殺人事件        | 2009年4月4日  | 福田雄一 | 7.9%   |
| 大田原の部下とお見合いをすることになったリカコと共に京都にやってきた六郎。そこで二人は大田原の元部下の氏家に迎えられ、氏家から老舗旅館「柿木旅館」の主人が殺された事件を聞きつける。六郎も捜査に乗り出すが、主人に恨みを持つ板長が返り血を浴びた姿で発見され逮捕された。だが六郎は犯人が別にいると睨み、旅館内部の人間に容疑を掛けていく。                                   |                                                          |               |          |        |
| 第12話 | 大阪・お笑い芸人殺人をもたせる 大阪・お笑い芸人 殺人事件 | 2009年4月11日 | 福田雄一 | 6.7%   |
| 京都で事件の一報を聞き、大阪へと駆けつけた六郎達。そこではお笑いコンビ・フランケンズの岸本が撲殺され、その犯人としてかつて氏家の元で厄介になった佐野が犯行を自供していた。佐野は場の空気を読めない岸本を憎み、楽屋前で殴り殺したと供述するが、六郎だけはそれに反して別の真犯人を解明するため捜査を続行。やがて六郎は楽屋前で殴られた岸本が舞台で倒れていたことを不審に思う。 |                                                          |               |          |        |
| 第13話 （最終回） | 演歌歌手殺人をもたせる! 演歌歌手 殺人事件                | 2009年4月18日 | 福田雄一 | 10.1%  |
| 山奥にある作曲家の財前の別荘へ旅行へ来てた演歌歌手の神崎誠二が別荘内で銃殺される事件が発生。事件後、神崎の婚約者の里美が失踪し、彼女も何処かで殺害されたと思いきや、里美は茂木によって発見され犯行を自供する。だが早期解決の流れをよそに六郎だけは別の真犯人がトリックを仕掛けた末に殺害したとして捜査を開始、犯人が仕掛けたと思われるトリックを推理していく。               |                                                          |               |          |        |

- 平均視聴率 8.6%（視聴率はビデオリサーチ調べ、関東地区・世帯）

## 備考
- 第4話では、関係者にアリバイを確認するシーンで『めざましテレビ』・同時期放送クールの月9『太陽と海の教室』の教室セットも使われている。

【関係者へのアリバイ確認場所】『めざましテレビ』のセット→フジテレビの廊下→『太陽と海の教室』のセット→副調整室（サブ）
- チープな移動場面、分野を問わず精通する情報屋、エンディングでの静止シーンなど、アメリカのTVコメディ『フライング・コップ』（映画『裸の銃を持つ男』シリーズの元となったことで知られる）へのオマージュが随所にみられる。
- 第9話の六郎のセリフ「じっちゃんの…じっちゃんの名にかけて!」と、リカコのセリフ「はじめちゃん…」は『金田一少年の事件簿』のパロディで、スタッフの遊び心がうかがえる。他にも『帰ってこさせられた33分探偵』の第10話では『キイナ〜不可能犯罪捜査官〜』のパロディも挿入されている。

## 関連商品
- 33分探偵 シナリオ・ガイドブック 鞍馬六郎推理ファイル（2008年9月24日）
- 33分探偵 DVD-BOX 上巻（2008年11月5日）
- 33分探偵 DVD-BOX 下巻（2008年12月3日）
- 33分探偵 サウンドトラック（2009年3月18日）
- 帰ってこさせられた33分探偵　シナリオ・ガイドブック（2009年04月発売）
- 帰ってこさせられた33分探偵　DVD-BOX（2009年6月26日発売）

『33分探偵 DVD-BOX』は上下巻合わせて5万セットという驚異的な売り上げを記録した。